# D. Sharpe
D. Sharpe (* 8. Februar 1947 in New Jersey als David Sharpe; † 16. Januar 1987 in New York City) war ein amerikanischer Schlagzeuger und Marimbaspieler, der sowohl im Bereich der Funk- und Rockmusik als vor allem auch im Jazz- und  im Fusionbereich tätig war.
Sharpe gehörte zunächst zur Musikszene in Boston und arbeitete ab 1975 mit den Modern Lovers um Jonathan Richman, mit denen er auch aufnahm. Von 1977 bis 1983 gehörte er zur Carla Bley Band. Er ist auf zahlreichen Alben von Carla Bley, aber auch auf More Movies von Michael Mantler zu hören.
Tom Varner (Meditation For D. Sharpe, mit Bobby Previte) und Schlagzeuger Bob Moses (Weildin' for D Sharpe) haben Sharpe Stücke gewidmet.